# Ceratophysella scotica
Ceratophysella scotica är en urinsektsart som först beskrevs av Carpenter och Evans 1899.  Ceratophysella scotica ingår i släktet Ceratophysella och familjen Hypogastruridae. Arten är reproducerande i Sverige. Inga underarter finns listade i Catalogue of Life.